# 张鲁
张鲁（2世紀？—216年、245年或259年），字公祺，沛国丰县（今属江苏豐縣）人，漢末割據漢中的軍閥。五斗米道天師张陵之孙，张衡子，世为天师道第三代天師（稱系師）。

## 生平
東漢末年，张鲁的祖、父两代人在益州、汉中传五斗米道，到张鲁时已经有很多信众。刘焉到益州后，将张鲁纳为麾下。
初平二年（191年），张鲁在益州牧刘焉手下任职督义司马，與別部司馬張脩率徒眾攻討漢中太守蘇固，共取汉中。後來張魯殺掉了張脩，獨據漢中。劉焉死後，其子劉璋繼任，张鲁不服从刘璋，刘璋大怒，盡殺張魯之母及其家室，張魯于是反叛自立，并将势力范围扩展到巴西郡。
朝廷未有能力征討，於是升張魯為鎮民中郎將，領漢寧太守，只需貢獻而已。有居民拾得玉印，其部下欲尊張魯為漢寧王。張魯功曹巴西閻圃諫張魯：「漢川之民， 戶出十萬，財富土沃，四面險固；上匡天子，則為齊桓公、晉文公，次及竇融，不失富貴。今承制署置，勢足斬斷，不煩於王。願且不稱王，勿為禍先。」張魯從之。韓遂、馬超之亂，關西居民從子午谷數萬家迁居於此。張魯的政权持续近三十年，属于东汉末年時期比较安定的地区。
建安二十年（215年），曹操從散關出征汉中武都，至陽平關。張魯本來想舉漢中依附，其弟張衞不肯，率兵數萬人守陽平關，被曹操用计攻陷。張魯聽聞陽平已陷，又想舉漢中依附，閻圃又曰：「現在以危急投降，軍功必輕；不如先依附杜濩、朴胡共拒曹操，然後委質子投降，軍功必多。」於是张鲁先退避到巴中（今四川巴中）。临行前，张鲁下属想烧毁仓库宝物，张鲁说：“我本来就想投降朝廷，但还没能实现。现在逃走，我只是避其锋芒，并非有恶意。宝货仓库，国家之有。”
曹操攻入汉中南郑，得知張魯封存库藏行为，非常赞赏，派人抚慰张鲁，张鲁于是投降。曹操很看重他，拜镇南将军，封阆中侯，迁还中原，张富、张盛等五子皆封为侯，一女嫁曹操子曹宇。张鲁依附曹操时亦曾言：“宁为魏公奴，不为刘备上客。”
张鲁死后谥原侯，葬邺城，子张富嗣爵。

### 追封
五代十国时期的前蜀追封张鲁为扶义公。

## 宗教
張魯遂據漢中，因其人信行脩業。
以鬼道教民，自號「師君」。其來學道者，初皆名「鬼卒」。受本道已信，號「祭酒」。各領部眾，多者為治頭大祭酒。皆教以誠信不欺詐，有病自首其過， 大都與黃巾相似。建立政權，以五斗米道教民。
张鲁少膺祖訓，在各地设立「义舍」，置「义米」、「义肉」，免费提供给过路者食宿，又怕人多吃，特地在教規上加了「人若食用過量，鬼能使其生病」。如有人生病，張魯將病人「引入靜室，令其思過」，然後要病患寫上自己姓名，一式三份，稱為「三官手書」，「其一上之山，著山上，其一埋之地，其一沉之水」。并发布禁止酿酒、春夏禁止杀牲的命令，史称「民夷便乐之」。犯法者「原宥三次」，再犯才处以刑罚。小过者则修治道路百步。

## 家屬

### 先祖
- 张良：字子房，西漢開國元勳，封留侯，卒谥文成。有子名不疑，不疑次子高，高子通，通子无妄，无妄子里仁，里仁子觉，觉子起，起子大顺。张陵乃大顺之长子也。

### 祖父母
- 張陵
- 雍氏，一作孫氏。[16]

### 父母
- 張衡
- 盧氏[16]

### 姑輩
- 张文姬[16]
- 张文光[16]
- 张贤[16]
- 张芝[16]

### 弟
- 张卫字公则，为昭義将军[17]。
- 张愧（又作張傀、張隗）字公仁，封为南郡太守，加驸马都尉。[18]
- 张徴[19]

### 姐妹
- 張玉蘭[20][21]

### 子
張魯有幾子各有說法，最多的是裴啟《語林》中所言十子，而《正一法文天师教戒科经》所載的《大道家令戒》則為七子，其中有五子被封侯。趙道一所撰《历世真仙体道通鉴》中則有明載七子之名。三國志中則只言張魯投降時已有五子。
- 张富（一作张滋，字元微[27][28]），嗣侯。
- 张广（字嗣宗）[29]《张氏全谱》作张旅历[30]。
- 张永（字齢宗）[31][28]《张氏全谱》中作张永历[30]。
- 张盛（字宗）[32]嗣教[28]《张氏全谱》中作张盛历[30]。
- 张溢（字立宗）[33][28]《张氏全谱》作张溢历[30]。
- 张巨（字儒宗）[34][28]《张氏全谱》作张巨历[30]。
- 张梦得（字文宗）[35]
- 其他三子，名不详。

### 女
- 張琪瑛[36]，嫁曹宇
- 另有九女，未詳[37]。

## 部下
- 張衛：張魯之弟，守陽平關，敗逃後與張魯降曹操。
- 閻圃：張魯功曹。諫張魯勿稱漢寧王，隨張魯投降曹操。
- 楊昂：馬超得到張魯派遣大將楊昂率軍助陣，殺害韋康。後與張衛守陽平關。
- 楊任：張魯部下。守陽平關，後被曹軍所殺。
- 李休：为军司马。李胜之父。
- 马超：被曹操击败后率领庞德、马岱等归降张鲁，被张鲁封为都讲祭酒。張魯將楊白（杨昂）想害馬超，後歸降劉備。
- 庞德：与张鲁一起投降曹操。
- 马岱：后跟马超一起归降刘备。
- 侯选：与马超等被曹操击败后逃入汉中，曹操平汉中后与张鲁等归降曹操。
- 程银：与马超等被曹操击败后逃入汉中，曹操平汉中后与张鲁等归降曹操。
- 刘雄，字雄鸣，蓝田南山人。先被夏侯渊击败后逃入汉中，随同张鲁一起降曹。
- 李伏：张鲁部下，后一同降曹，为左中郎将，引《孔子玉板》之图谶，向魏王曹丕劝进，以顺天人之望，登皇帝位。
- 李合：武都人，避难汉中，对李伏说曹丕当为天子。最先降曹，第二年病死于邺城。
- 李虎，巴西宕渠賨民，氐人。往汉中依附张鲁，信奉其道。后与杜濩、朴胡、袁约、杨车、李黑一同降曹，移居略阳北土。

### 三國演义虚构人物
- 楊松：張魯的軍師，性貪婪。（《演义》中虚构人物）
- 昌奇：楊任部將，和曹操部將夏侯淵單挑，交手僅三合被夏侯淵所斬。（《演义》中虚构人物）

## 艺术形象

### 影视形象
- 中國中央電視台電視劇《三國演義》（1994年）：马玉良
- 中國電視劇《三国》（2010年）：李大光
- 电视剧《武神赵子龙》（2016年）：王伟光

### 漫畫形象
- 《蒼天航路》（王欣太）
- 《火鳳燎原》（陳某）:暫時未出場僅名字所提及，設定為南華八怪之一，五斗米道亦是太平道之分支。

## 评价
- 陈寿：「燕、绣、鲁舍群盗，列功臣，去危亡，保宗祀，则於彼为愈焉。」（《三国志·卷八·魏书八·二公孙陶四张传第八》）
- 裴松之：「张鲁虽有善心，要为败而后降，今乃宠以万户，五子皆封侯，过矣。」
- 刘备：「鲁自守之贼，不足虑也。」（三国志·蜀书先主传二）
- 《南郑城碑》：「位尊上将，体及人臣，五子十室，荣并爵均，童年婴稚，抱拜王人，命婚帝族，或尚或嫔。」
- 郝经：「燕、绣以剧盗，鲁以妖贼，力屈而降，不鏖遗民，有足嘉者。」（《郝氏续后汉书》）
- 王夫之：「张鲁妖矣，而卒以免于死亡，非其德之堪也；听阎圃之谏，拒群下之请，不称汉宁王，卫身之智，足以保身，宜矣。呜呼！乱世之王公，轻于平世之守令；乱世之将相，贱于平世之尉丞；顾影而自笑，梦觉而自惊，人指之而嗤其项背，鬼瞰之而夺其精魂，然而汲汲焉上下相蒙以相尊，愚矣哉！陈婴、周市之所弗为，张鲁能弗为，张鲁之所不为，而吕光、杜伏威、刘豫、明玉珍汲汲焉相尊以益其骄，骈首就戮而悔之无及，以死亡易一日之虚尊，且自矜也，人之愚未有如是之甚者也。」（《读通鉴论》）
- 毛泽东：「汉中有个张鲁，他搞过吃饭不要钱，凡是过路人，在饭铺吃饭吃肉都不要钱。他搞了三十年，人们都高兴那个制度，这有种社会主义的作风，我们的社会主义由来已久了。」
- 费正清、崔瑞德：「张鲁的目的不是要取代帝国的权力制度，而是要改良它。他设法当了这个庞大的政治和宗教会社的头目，直到公元215年他与曹操合流才使运动草草收场，他被曹操加官进爵，并且与曹氏联了姻。」（《剑桥中国秦汉史》）

## 延伸阅读
[在维基数据编辑]
 《三國志·卷08》，出自陳壽《三國志》